# Список трасс Формулы-1
Список трасс чемпионатов мира Формулы-1 с сезона 1950 по сезон 2024 года.

Расположение трасс Формулы-1 в мире

Всего в мировом первенстве были представлены 77 различных трасс, начиная с Сильверстоуна, представленного в первом зачётном Гран-при чемпионатов мира (Гран-при Великобритании 1950 года).
Трассы чемпионата мира 2025 года выделены в таблице серым фоном. Вся статистика дана на конец сезона 2024.

## A—B
| Трасса                                              | Трасса                          | Место                 | Гран-при                                                    | Сезоны                                                          | Всего | Схема                   |
| --------------------------------------------------- | ------------------------------- | --------------------- | ----------------------------------------------------------- | --------------------------------------------------------------- | ----- | ----------------------- |
| Adelaide                                            | Аделаида                        | Аделаида              | Гран-при Австралии                                          | 1985—1995                                                       | 11    | Аделаида                |
| Ain-Diab                                            | Айн-Диаб                        | Касабланка            | Гран-при Марокко                                            | 1958                                                            | 1     | Айн-Диаб                |
| Aintree                                             | Эйнтри                          | Ливерпуль             | Гран-при Великобритании                                     | 1955, 1957, 1959, 1961—1962                                     | 5     | Эйнтри                  |
| Albert Park                                         | Альберт-Парк                    | Мельбурн              | Гран-при Австралии                                          | 1996—2019, 2022—2024                                            | 27    | Альберт-Парк            |
| Autódromo Internacional do Algarve                  | Алгарве                         | Портиман              | Гран-при Португалии                                         | 2020—2021                                                       | 2     | Алгарве                 |
| Autódromo do Estoril                                | Эшторил                         | Эшторил               | Гран-при Португалии                                         | 1984—1996                                                       | 13    | Эшторил                 |
| Autódromo Hermanos Rodríguez                        | Автодром имени братьев Родригес | Мехико                | Гран-при Мексики Гран-при Мехико                            | 1963—1970, 1986—1992, 2015—2019, 2021—2024                      | 24    | Мехико                  |
| Autódromo Internacional Nelson Piquet (Jacarepagua) | Жакарепагуа                     | Рио-де-Жанейро        | Гран-при Бразилии                                           | 1978, 1981—1989                                                 | 10    | Жакарепагуа             |
| Autodromo Internazionale del Mugello                | Муджелло                        | Скарперия-э-Сан-Пьеро | Гран-при Тосканы                                            | 2020                                                            | 1     | Муджелло                |
| Autodromo Internazionale Enzo e Dino Ferrari        | Имола                           | Имола                 | Гран-при Сан-Марино Гран-при Италии Гран-при Эмилии-Романьи | 1980—2006, 2020—2022, 2024                                      | 31    | Имола                   |
| Autódromo José Carlos Pace (Interlagos)             | Интерлагос                      | Сан-Паулу             | Гран-при Бразилии Гран-при Сан-Паулу                        | 1973—1977, 1979—1980, 1990—2019, 2021—2024                      | 41    | Интерлагос              |
| Autodromo Nazionale di Monza                        | Автодром Монца                  | Монца                 | Гран-при Италии                                             | 1950—1979, 1981—2024                                            | 74    | Монца                   |
| Autódromo Oscar y Juan Gálvez                       | Буэнос-Айрес                    | Буэнос-Айрес          | Гран-при Аргентины                                          | 1953—1958, 1960, 1972—1975, 1977—1981, 1995—1998                | 20    | Буэнос-Айрес            |
| AVUS                                                | АФУС                            | Берлин                | Гран-при Германии                                           | 1959                                                            | 1     | АФУС                    |
| Bahrain International Circuit                       | Сахир                           | Сахир                 | Гран-при Бахрейна Гран-при Сахира                           | 2004—2010, 2012—2024                                            | 21    | Сахир                   |
| Baku Street Circuit                                 | Баку                            | Баку                  | Гран-при Европы Гран-при Азербайджана                       | 2016—2019, 2021—2024                                            | 8     | Баку (городская трасса) |
| Brands Hatch                                        | Брэндс-Хэтч                     | Кент                  | Гран-при Великобритании Гран-при Европы                     | 1964, 1966, 1968, 1970, 1972, 1974, 1976, 1978, 1980, 1982—1986 | 14    | Брэндс-Хэтч             |
| Buddh International Circuit (Jaypee Group Circuit)  | Автодром Джайпи Груп            | Большая Нойда         | Гран-при Индии                                              | 2011—2013                                                       | 3     | Индия                   |
| Bugatti au Mans                                     | Бугатти                         | Ле-Ман                | Гран-при Франции                                            | 1967                                                            | 1     | Бугатти                 |

## C—E
| Трасса                                | Трасса                 | Место                   | Гран-при                            | Сезоны                                                                        | Всего | Схема          |
| ------------------------------------- | ---------------------- | ----------------------- | ----------------------------------- | ----------------------------------------------------------------------------- | ----- | -------------- |
| Caesars Palace                        | Сизарс-пэлас           | Лас-Вегас               | Гран-при Сизарс-пэласа              | 1981—1982                                                                     | 2     | Сизарс-пэлас   |
| Circuit Charade                       | Клермон-Ферран         | Клермон-Ферран          | Гран-при Франции                    | 1965, 1969—1970, 1972                                                         | 4     | Клермон-Ферран |
| Circuit Bremgarten                    | Бремгартен             | Бремгартен              | Гран-при Швейцарии                  | 1950—1954                                                                     | 5     | Бремгартен     |
| Circuit de Barcelona-Catalunya        | Каталунья              | Барселона               | Гран-при Испании                    | 1991—2024                                                                     | 34    | Каталунья      |
| Circuit de Monaco                     | Монте-Карло            | Монако                  | Гран-при Монако                     | 1950, 1955—2019, 2021—2024                                                    | 70    | Монте-Карло    |
| Circuit de Nevers Magny-Cours         | Маньи-Кур              | Невер                   | Гран-при Франции                    | 1991—2008                                                                     | 18    | Маньи-Кур      |
| Circuit de Pedralbes                  | Педральбес             | Барселона               | Гран-при Испании                    | 1951, 1954                                                                    | 2     | Педральбес     |
| Circuit de Reims-Gueux                | Реймс-Гу               | Реймс                   | Гран-при Франции                    | 1950—1951, 1953—1954, 1956, 1958—1961, 1963, 1966                             | 11    | Реймс-Гу       |
| Circuit de Spa-Francorchamps          | Спа-Франкоршам         | Спа                     | Гран-при Бельгии                    | 1950—1956, 1958, 1960—1968, 1970, 1983, 1985—2002, 2004—2005, 2007—2024       | 57    | Спа-Франкоршам |
| Dijon-Prenois                         | Дижон                  | Дижон                   | Гран-при Франции Гран-при Швейцарии | 1974, 1977, 1979, 1981—1982, 1984                                             | 6     | Дижон          |
| Circuit Gilles Villeneuve             | Автодром Жиля Вильнёва | Монреаль                | Гран-при Канады                     | 1978—1986, 1988—2008, 2010—2019, 2022—2024                                    | 43    | Монреаль       |
| Circuit Mont-Tremblant                | Мон-Трамблан           | Сен-Жовит               | Гран-при Канады                     | 1968, 1970                                                                    | 2     | Мон-Трамблан   |
| Circuit of the Americas               | Трасса Америк          | Остин, Техас            | Гран-при США                        | 2012—2019, 2021—2024                                                          | 12    | Трасса Америк  |
| Circuit Paul Ricard                   | Поль Рикар             | Ле-Кастелле             | Гран-при Франции                    | 1971, 1973, 1975—1976, 1978, 1980, 1982—1983, 1985—1990, 2018—2019, 2021—2022 | 18    | Поль Рикар     |
| Circuit Park Zandvoort                | Зандворт               | Зандворт                | Гран-при Нидерландов                | 1952—1953, 1955, 1958—1971, 1973—1985, 2021—2024                              | 34    | Зандворт       |
| Circuit Zolder                        | Золдер                 | Хёсден-Золдер (Лимбург) | Гран-при Бельгии                    | 1973, 1975—1982, 1984                                                         | 10    | Золдер         |
| Circuito da Boavista                  | Боавишта               | Порту                   | Гран-при Португалии                 | 1958, 1960                                                                    | 2     | Боавишта       |
| Circuito de Monsanto (Monsanto Park)  | Монсанто-Парк          | Лиссабон                | Гран-при Португалии                 | 1959                                                                          | 1     | Монсанто-Парк  |
| Circuito Permanente de Jerez          | Херес                  | Херес-де-ла-Фронтера    | Гран-при Испании Гран-при Европы    | 1986—1990, 1994, 1997                                                         | 7     | Херес          |
| Circuito Permanente del Jarama        | Харама                 | Харама                  | Гран-при Испании                    | 1968, 1970, 1972, 1974, 1976—1979, 1981                                       | 9     | Харама         |
| Dallas Grand Prix Circuit (Fair Park) | Фэйр-Парк              | Даллас                  | Гран-при Далласа                    | 1984                                                                          | 1     | Даллас         |
| Detroit street circuit                | Детройт                | Детройт                 | Гран-при Детройта                   | 1982—1988                                                                     | 7     | Детройт        |
| Donington Park                        | Донингтон              | Лестершир               | Гран-при Европы                     | 1993                                                                          | 1     | Донингтон      |

## F—I
| Трасса                      | Трасса                     | Место        | Гран-при                      | Сезоны                                                              | Всего | Схема                      |
| --------------------------- | -------------------------- | ------------ | ----------------------------- | ------------------------------------------------------------------- | ----- | -------------------------- |
| Fuji Speedway               | Фудзи                      | гора Фудзи   | Гран-при Японии               | 1976—1977, 2007—2008                                                | 4     | Фудзи Спидвей              |
| Hockenheimring              | Хокенхаймринг              | Хокенхайм    | Гран-при Германии             | 1970, 1977—1984, 1986—2006, 2008, 2010, 2012, 2014, 2016, 2018—2019 | 37    | Хокенхаймринг              |
| Hungaroring                 | Хунгароринг                | Будапешт     | Гран-при Венгрии              | 1986—2024                                                           | 39    | Хунгароринг                |
| Indianapolis Motor Speedway | Индианаполис Мотор Спидвей | Индианаполис | Индианаполис 500 Гран-при США | 1950—1960, 2000—2007                                                | 19    | Индианаполис Мотор Спидвей |
| Istanbul Park               | Истанбул Парк              | Стамбул      | Гран-при Турции               | 2005—2011, 2020—2021                                                | 9     | Истанбул Парк              |

## J—L
| Трасса                       | Трасса                       | Место              | Гран-при                   | Сезоны                          | Всего | Схема     |
| ---------------------------- | ---------------------------- | ------------------ | -------------------------- | ------------------------------- | ----- | --------- |
| Jeddah Street Circuit        | Джидда                       | Джидда             | Гран-при Саудовской Аравии | 2021—2024                       | 4     | Джидда    |
| Korea International Circuit  | Международный автодром Кореи | Йонам, Чолла-Намдо | Гран-при Кореи             | 2010—2013                       | 4     | Корея     |
| Kyalami Circuit              | Кьялами                      | Кьялами            | Гран-при ЮАР               | 1967—1980, 1982—1985, 1992—1993 | 20    | Кьялами   |
| Las Vegas Strip Circuit      | Лас-Вегас                    | Лас-Вегас          | Гран-при Лас-Вегаса        | 2023—2024                       | 2     | Лас-Вегас |
| Long Beach street circuit    | Лонг-Бич                     | Лонг-Бич           | Гран-при США-Запад         | 1976—1983                       | 8     | Лонг-Бич  |
| Lusail International Circuit | Лусаил                       | Лусаил             | Гран-при Катара            | 2021, 2023—2024                 | 3     | Лусаил    |

## M—O
| Трасса                                | Трасса                        | Место          | Гран-при                                                               | Сезоны                                                                                   | Всего | Схема        |
| ------------------------------------- | ----------------------------- | -------------- | ---------------------------------------------------------------------- | ---------------------------------------------------------------------------------------- | ----- | ------------ |
| Singapore Street Circuit (Marina Bay) | Марина-Бей                    | Сингапур       | Гран-при Сингапура                                                     | 2008—2019, 2022—2024                                                                     | 15    | Сингапур     |
| Miami International Autodrome         | Международный автодром Майами | Майами-Гарденс | Гран-при Майами                                                        | 2022—2024                                                                                | 3     | Майами       |
| Montjuïc Park                         | Монтжуик                      | Барселона      | Гран-при Испании                                                       | 1969, 1971, 1973, 1975                                                                   | 4     | Монжуик      |
| Mosport Park                          | Моспорт-Парк                  | Бауманвиль     | Гран-при Канады                                                        | 1967, 1969, 1971—1974, 1976—1977                                                         | 8     | Моспорт-Парк |
| Nivelles-Baulers                      | Нивель-Болер                  | Нивель         | Гран-при Бельгии                                                       | 1972, 1974                                                                               | 2     | Нивель       |
| Nürburgring                           | Нюрбургринг                   | Нюрбург        | Гран-при Германии Гран-при Европы Гран-при Люксембурга Гран-при Айфеля | 1951—1954, 1956—1958, 1961—1969, 1971—1976, 1984—1985, 1995—2007, 2009, 2011, 2013, 2020 | 41    | Нюрбургринг  |

## P—R
| Трасса                               | Трасса                              | Место      | Гран-при                         | Сезоны                          | Всего | Схема         |
| ------------------------------------ | ----------------------------------- | ---------- | -------------------------------- | ------------------------------- | ----- | ------------- |
| Pescara Circuit                      | Пескара                             | Пескара    | Гран-при Пескары                 | 1957                            | 1     | Пескара       |
| Phoenix street circuit               | Финикс                              | Финикс     | Гран-при США                     | 1989—1991                       | 3     | Финикс        |
| Prince George Circuit                | Ист-Лондон                          | Ист-Лондон | Гран-при ЮАР                     | 1962—1963, 1965                 | 3     | Ист-Лондон    |
| Red Bull Ring A1-Ring Österreichring | Ред Булл Ринг А1-Ринг Остеррайхринг | Шпильберг  | Гран-при Австрии Гран-при Штирии | 1970—1987, 1997—2003, 2014—2024 | 38    | Ред Булл Ринг |
| Riverside International Raceway      | Риверсайд                           | Риверсайд  | Гран-при США                     | 1960                            | 1     | Риверсайд     |
| Rouen-Les-Essarts                    | Руан                                | Руан       | Гран-при Франции                 | 1952, 1957, 1962, 1964, 1968    | 5     | Руан          |

## S—U
| Трасса                                    | Трасса        | Место        | Гран-при                                  | Сезоны | Всего | Схема         |
| ----------------------------------------- | ------------- | ------------ | ----------------------------------------- | --- | ----- | ------------- |
| Scandinavian Raceway                      | Андерсторп    | Андерсторп   | Гран-при Швеции                           | 1973—1978 | 6     | Андерсторп    |
| Sebring Raceway                           | Себринг       | Себринг      | Гран-при США                              | 1959 | 1     | Себринг       |
| Sepang International Circuit              | Сепанг        | Куала-Лумпур | Гран-при Малайзии                         | 1999—2017 | 19    | Сепанг        |
| Shanghai International Circuit            | Шанхай        | Шанхай       | Гран-при Китая                            | 2004—2019, 2024                                                                                                | 17    | Шанхай        |
| Silverstone Circuit                       | Сильверстоун  | Силверстон   | Гран-при Великобритании Гран-при 70-летия | 1950—1954, 1956, 1958, 1960, 1963, 1965, 1967, 1969, 1971, 1973, 1975, 1977, 1979, 1981, 1983, 1985, 1987—2024 | 59    | Сильверстоун  |
| Sochi Autodrom                            | Сочи Автодром | Сочи         | Гран-при России                           | 2014—2021 | 8     | Сочи Автодром |
| Suzuka Circuit                            | Судзука       | Судзука      | Гран-при Японии                           | 1987—2006, 2009—2019, 2022—2024                                                                                | 34    | Судзука       |
| TI Circuit (Tanaka International Circuit) | TI (Танака)   | Аида         | Гран-при Тихого океана                    | 1994—1995 | 2     | TI (Танака)   |

## V—Z
| Трасса                     | Трасса                | Место        | Гран-при          | Сезоны    | Всего | Схема                 |
| -------------------------- | --------------------- | ------------ | ----------------- | --------- | ----- | --------------------- |
| Valencia Street Circuit    | Валенсия              | Валенсия     | Гран-при Европы   | 2008—2012 | 5     | Валенсия              |
| Watkins Glen International | Уоткинс-Глен          | Уоткинс-Глен | Гран-при США      | 1961—1980 | 20    | Уоткинс-Глен          |
| Yas Marina Circuit         | Яс Марина / Остров Яс | Абу-Даби     | Гран-при Абу-Даби | 2009—2024 | 16    | Яс Марина / Остров Яс |
| Zeltweg Airfield           | Цельтвег              | Цельтвег     | Гран-при Австрии  | 1964      | 1     | Цельтвег              |

## Комментарии
1. 1 2  На Сильверстоуне и Сахире прошло по две гонки в 2020 году.
2. ↑  На Ред Булл Ринге прошло по две гонки в 2020 и 2021 годах.